# Бархатные ножки
«Ба́рхатные но́жки» (англ. Tipping The Velvet) — эротическая мелодрама 2002 года режиссёра Джеффри Сакса, снятая по одноимённому роману «Tipping the Velvet» (англ.) Сары Уотерс.

## Сюжет
Действие происходит в викторианской Англии XIX века. Придя первый раз в жизни в мюзик-холл, юная и невинная Нэн (Рэйчел Стирлинг), девушка из провинциального городка, ещё не знала, что этот вечер изменит всю её судьбу. Актриса и певица Китти (Кили Хоус), изображающая на сцене мужчину, с первого взгляда завоевала её душу. Нэн и Китти становятся ближайшими подругами и вместе уезжают в Лондон. Там они выступают в одном номере на сцене. Вскоре их дружба перерастает в настоящую любовную страсть.
Но всё заканчивается, когда Китти решает выйти замуж за своего менеджера Уолтера (Джон Бау). Нэн становится проституткой и выходит на улицы в мужской одежде, изображая из себя молодого юношу, предлагающего себя мужчинам.
В это время она знакомится с Флоренс (Джоди Мэй). Между девушками возникает сильная симпатия. Их отношения готовы перерасти в нечто большее, но Нэн не в силах рассказать подруге о той жизни, которую она ведёт, и разрывает знакомство.
Одно из ночных приключений едва не заканчивается для Нэн изнасилованием, но её спасает богатая вдова Диана Летаби (Анна Чанселлор). Диана делает Нэн своей любовницей и рабыней, введя её в мир роскоши и разврата. Долгая жизнь под гнетом аморальной, капризной и властной Дианы становится для Нэн невыносимой и она ссорится со своей хозяйкой.
Нэн вновь оказывается на улице. Из последних сил она ищет Флоренс. Но Флоренс глубоко обижена тем, что Нэн бросила её и не желает возобновления дружбы. Однако у Нэн получается стать незаменимой служанкой, уборщицей и поварихой в доме Флоренс. Девушки снова сближаются. Сильное влечение друг к другу перерастает в настоящую любовь.
Нэн возвращается на сцену. В один из дней она встречается с Китти, которая подходит к ней во время репетиции и просит забыть обо всем, вернуться к ней. Нэн все ещё не забыла боль, которую принесло ей расставание с Китти. Но любовь к Флоренс оказывается сильнее всех прежних чувств.

## Актёрский состав
| В ролях         |  |  | Персонаж          |
| --------------- |  |  | ----------------- |
| Рэйчел Стирлинг |  |  | Нэнси (Нэн) Эстли |
| Кили Хоус       |  |  | Китти Батлер      |
| Анна Чанселлор  |  |  | Диана Летаби      |
| Джоди Мэй       |  |  | Флоренс Баннер    |
| Салли Хокинс    |  |  | Зина Блейк        |

| В ролях             |  |  | Персонаж        |  |
| ------------------- |  |  | --------------- |  |
| Хью Бонневилль      |  |  | Ральф Баннер    |  |
| Джонни Вегас        |  |  | Галли Сазерленд |  |
| Алексей Сейл        |  |  | Чарльз Фробишер |  |
| Джон Бау            |  |  | Уолтер Блисс    |  |
| Бенедикт Камбербэтч |  |  | Фредди          |  |

## Награды
Фильм получил следующие награды:
| Награды                                          | Награды | Награды                                    | Награды                           | Награды                      |
| ------------------------------------------------ | ------- | ------------------------------------------ | --------------------------------- | ---------------------------- |
| Фестиваль / Премия                               | Год     | Награда                                    | Категория                         | Победитель                   |
| Austin Gay & Lesbian International Film Festival | 2003    | aGLIFF Award                               | Лучший художественный фильм       | Джеффри Сакс                 |
| Dallas OUT TAKES                                 | 2003    | Лучший художественный фильм Лучшая актриса |                                   | Джеффри Сакс Рэйчел Стирлинг |
| Hamburg Lesbian and Gay Film Festival            | 2003    | Eurola                                     |                                   | Джеффри Сакс                 |
| Television and Radio Industries Club Awards      | 2003    | TRIC Award                                 | Телевизионный драматический фильм | «Бархатные ножки»            |

## Интересные факты
- Оригинальное английское название фильма дословно переводится как «Касаясь бархата кончиком языка», что на сленге в викторианскую эпоху означало «куннилингус»[3].